# کارگزاری اتحادیه اروپا برای آموزش کاربست قانون
کارگزاری اتحادیه اروپا برای آموزش کاربست قانون که با نام کوتا شده آن (CEPOL) نیز شناخته می‌شود، آژانسی از اتحادیه اروپا است که ویژه آموزش سرپرستان مجری قانون است. این سازمان در سال ۲۰۰۰ برپا شد و دستور قانونی کنونی خود را در ۱ ژوئیه ۲۰۱۶ به تصویب رساند. این شرکت در بوداپست مجارستان برجا است.

## تاریخ
این سازمان با تصمیم شورای اتحادیه اروپا در سال ۲۰۰۰ برپا شد. در ابتدا در خانه برامشیل در همپشایر انگلسان مستقر بود، اما در سال ۲۰۱۴ پس از تصمیم شورای اروپا در سال پیش، به بوداپست در مجارستان جابه‌جا شد.

## سازمان
این کارگزاری با آسان سازی همکاری و همسویی دانش میان سرپرستان مجری قانون کشورهای عضو اتحادیه اروپا و تا حدی از کشورهای ثالث در مورد مسائل برآمده از از اولویت‌های اتحادیه اروپا در زمینه امنیت به اروپایی ایمن تر کمک می‌کند، به ویژه از چرخه سیاست در جرایم پیچیده و سازمان یافته.
CEPOL شبکه ای از سازمان‌های آموزشی را برای مقامات مجری قانون در کشورهای عضو اتحادیه اروپا گرد هم می‌آورد و از آنها در ارائه آموزش‌ها در بارهٔ اولویت‌های امنیتی، همکاری در اجرای قانون و داد و ستد داده‌ها پشتیبانی می‌کند.
این کارگزاری همچنین با نهادهای اتحادیه اروپا، سازمان‌های جهانی و کشورهای ثالث همکاری می‌کند تا جدی‌ترین ترس‌های امنیتی با یک واکنش گروهی رو به رو شوند.
این سازمان به دست یک سرپرست اجرایی که به هیئت مدیره پاسخگو است، سرپرستی می‌شود. هیئت مدیره نمایندگانی از کشورهای عضو اتحادیه اروپا و کمیسیون اتحادیه اروپا را دربر می‌گیرد. رئیس هیئت مدیره، نماینده یکی از سه کشور عضوی است که به گونه ای هموند برنامه ۱۸ ماهه شورای اتحادیه اروپا را تهیه کرده‌اند. هیئت مدیره دست کم دو بار در سال گردهمایی برپا می‌کند. افزون بر این، CEPOL واحدهای ملی (CNU) ویژه ای را در هر کشور عضو برای داد و ستد اطلاعات و کمک به مقامات مجری قانون که مایل به مشارکت در فعالیت‌های CEPOL هستند، گذارده است. CNUها همچنین از عملیات CEPOL پشتیبانی می‌کنند.
برنامه کاری سالانه آژانس برای برداشتن نیازهای کشورهای عضو در زمینه‌های اولویت دار امنیت داخلی اتحادیه اروپا می‌باشد. مجموعه فعلی CEPOL شامل فعالیت‌های مسکونی، یادگیری آنلاین (به عنوان مثال وبینارها، ماژول‌های آنلاین، دوره‌های آنلاین، و غیره)، برنامه‌های تبادل، برنامه‌های درسی رایج، تحقیقات و علوم است.